# Danses de Galánta
Les Danses de Galánta (Galántai táncok) est une pièce orchestrale de Zoltán Kodály. Composées pour le 80e anniversaire de la Société philharmonique de Budapest, elles sont créées le 23 octobre 1933 par l'Orchestre philharmonique de Budapest et font référence au village de Galánta connu pour son orchestre tzigane et où le compositeur passa son enfance.

## Histoire de l'œuvre
Pour les danses, Kodály a utilisé différents motifs de la musique populaire hongroise jouée par des orchestres dits tziganes. A Galanta, il y avait un orchestre connu dans toute la région, dirigé par un violoniste nommé Mihók, dont les airs ont été repris dans les compositions de Kodály. En 1927, Kodály avait déjà écrit les Danses de Marosszék, une suite pour piano (version orchestrale de 1930), une pièce au caractère folklorique similaire.
Kodály lui-même écrit à propos de ses Danses de Galanta dans la préface de la partition : « Galánta est un petit bourg hongrois situé sur l'ancienne ligne de chemin de fer Vienne-Budapest, où l'auteur a passé sept ans de son enfance. À l'époque, un célèbre orchestre tzigane y résidait, ce qui a permis à l'enfant de s'imprégner des premiers sons d'orchestre. Vers 1800, quelques cahiers de danses hongroises ont été publiés à Vienne, dont un "par différents Tziganes de Galántha". C'est de ces cahiers que proviennent les motifs principaux de cette œuvre. » La pièce a été composée à l'occasion du 80e anniversaire de l'Orchestre philharmonique de Budapest, fondé en 1853, en 1933, avec la dédicace suivante : A Budapesti Filharmóniai Társaság alakulásának 80. évfordulójára. La première représentation a eu lieu le 23 octobre 1933 sous la direction d'Ernő Dohnányi.
La pièce fait partie du répertoire de l'orchestre philharmonique de Berlin, de l'orchestre du Gürzenich de Cologne, de l'orchestre philharmonique de Munich et de l'orchestre philharmonique de Vienne. L'orchestre symphonique de Vienne et l'Orchestra Sinfonica Siciliana italien ont également programmé l'œuvre.

## Analyse de l'œuvre
- La structure générale se rattache à la forme rondo sur des rythmes de verbunkos très expressifs. Le thème, après une lente introduction est exposé à la clarinette[2].

A la manière de l’ « Intermezzo » de l’opéra « Háry János », Kodály s’emploie à styliser un orchestre tsigane. Le premier solo de clarinette renvoie ainsi à l’imaginaire du tárogató, instrument traditionnel important dans la musique tsigane et la musique folklorique hongroise.
- Durée d'exécution : quinze minutes.

## Caractère musical
La composition comporte cinq mouvements qui s'enchaînent et présente une orchestration folklorique tout en couleur. La musique, qui s'inspire des Verbunkos, un style de danse et de musique hongrois qui servait à recruter des soldats dans les campagnes, est caractérisée par des « rythmes durs et des mélodies apartées » associés à des syncopes. On dénombre six danses au total dont une analyse est proposée dans dossier en référence.
La pièce commence par une mélodie d'introduction lente, le Lassú (lent), dans laquelle la clarinette, jouée avec virtuosité, peut se distinguer par un long solo. Des motifs de cette mélodie traversent la première moitié du morceau comme un rondo. Plus tard, les flûtes et autres instruments à vent en bois jouent également de courts solos. Dans la deuxième moitié, de nouvelles mélodies apparaissent, au tempo maestoso, appelé friss (frais) dans la musique hongroise, qui deviennent alors une véritable danse rapide. Le tempo accélère au fur et à mesure, diminue à nouveau (Andante) et augmente à nouveau, pour finir dans un final plein de tempérament et de fulgurance, dans lequel la clarinette que l'on entend au début, accompagnée de la flûte, apporte encore un bref retard avec une cadence virtuose, puis termine le morceau à plein volume,.

## Orchestration
Kodály a choisi les instruments d'un grand orchestre symphonique :
- première et deuxième flûte, piccolo,
- premier et deuxième hautbois,
- première et deuxième clarinette en la,
- premier et deuxième basson,
- quatre cors en fa,
- première et deuxième trompette en do,
- timbales,
- des percussions,
- un ensemble de cordes composé de premiers et de deuxièmes violons, altos, violoncelles et contrebasses.

## Source
- François-René Tranchefort, Guide de la musique symphonique, éd.Fayard 1989, p.396.